# Anna Tatangelo
Anna Tatangelo (Sora, 1987. január 9.) olasz énekesnő.

## Élete

### Énekesi pályájának kezdete
Anna Soraban született, szülei pékek voltak, akik a híres sorai perecet (ciambella sorana) készítették. Gyerekként, már 1994-től kezdett részt venni helyi zenei versenyeken. 
2001-ben részt vett a Sanremói Dal Akadémián, amit Syria L'angelo című dalával nyert meg, ezzel megszerezte a jogot, hogy a 2002-es Sanremói dalfesztivál fiatalok versenyébe beválogassák. 
2002-ben - mindössze 15 évesen - Doppiamente fragile (Kétszeresen is törékeny) című dalával megnyerte a fiatalok versenyét a sanremói fesztiválon. Ezzel ő lett az olasz dalverseny történetének legfiatalabb győztese. Ebben az évben készített duettet Gigi D'Alessióval, melynek címe: Un nuovo bacio.

### 2002-2010
2003-ban ismét részt vett a sanremói fesztiválon, azonban a Volere volare dalával csak a tizenhatodik helyet sikerült elérnie. 2005-ös szereplése alkalmával a Ragazza di periferia (Külvárosi lány) című adta elő, ami 2005-ben bekerült a 16. legtöbbet eladott kislemezei közé Olaszországban. Ebben az évben jelent meg második albuma. A lemez legismertebb dalai: Dimmi, dimmi, Quando due si lasciano és a Qualcosa di te(Valami rólad). 2006-ban az Essere una donna(Egy nőnek lenni) című számával újra színpadra lépett Sanremóban. 2007 novemberében adta ki harmadik lemezét, Mai dire mai címmel, az album 11 dalt tartalmaz, erről 2 dal, az Averti qui és a Lo so che finirá(Tudom hogy végződik) lett a legsikeresebb. A 2008-ban ötödik alkalommal lépett fel Sanremóban, ezúttal az Il mio amico című dalát adta elő, amely egy meleg férfiről szól. Legújabb albuma 2008.november 5-én jelent meg Nel mondo delle Donne címmel.

## Albumok
- Attimo x attimo - 2003
- Ragazza di periferia - 2005
- Mai dire mai - 2007
- Nel mondo delle donne - 2008
- Progetto B - 2011

## Kislemezek
- Dov'é il coraggio - 2001
- Doppiamente fragili - 2002
- Un nuovo bacio - 2002
- Volere volare - 2003
- Corri - 2003
- Attimo x attimo - 2003
- L'amore piú grande che c'é - 2004
- Ragazza di periferia - 2005
- Quando due si lasciano - 2005
- Qualcosa di te - 2005
- Essere una donna - 2006
- Colpo di fulmine - 2006
- Averti qui - 2007
- Lo so che finirá - 2007
- Il mio amico - 2008
- Mai dire mai - 2008
- Profumo di mamma - 2008
- Rose spezzate - 2009